# Najasa
Najasa è un comune di Cuba, situato nella provincia di Camagüey.